# Археологічний музей у Свідниці

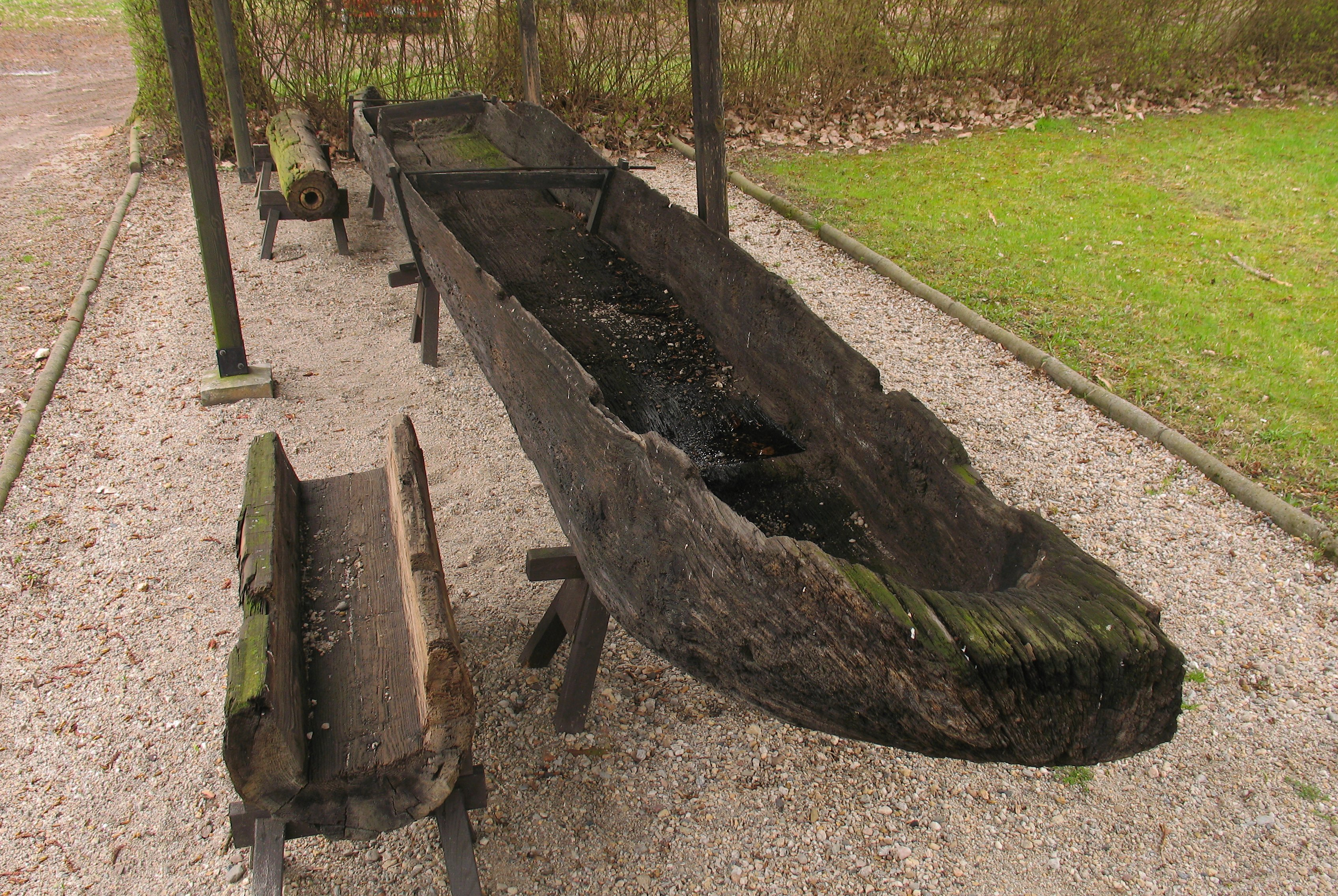
Музейний експонат

Археологічний музей у Свідниці (пол. Muzeum Archeologiczne Środkowego Nadodrza) — музей, що знаходиться у селі Свідниця, Зеленогурський повіт, Любуське воєводство, Польща. Музей внесений до Державного реєстру музеїв. Розташований на вулиці Длуга, 27.

## Історія
Спочатку музей був археологічним відділом Музею Любуської землі в Зеленій Гурі. Цей відділ був заснований в 1958 р. Спочатку свого існування діяльність археологічного відділу Музею Любушської землі була зосереджена на підготовці майбутнього святкування 1000-річчя Польщі. Співробітники відділу займалися в цей час вивченням замків раннього середньовіччя в Пщеві, Рибоядах, Несулиці, Гродзищі, Кросно-Оджанському, Полупині і Гостхожі.
З 1960 року відділ став займатися лужицькою культурою. Вивчалися поховання лужицької культури в населених пунктах Стари-Кеселін, Тшебуля і Котле.
З 1966 року по 1996 рік співробітники археологічного відділу займалися розкопками городища Віцину і його околиць. Під час цих експедицій були виявлені численні археологічні артефакти, які стали музейними експонатами Музею Любушської землі. Виявлені археологічні артефакти склали значне число, тому було прийнято рішення розмістить артефакти в окремій будівлі у Свідниці. 1 січня 1982 року археологічний відділ Музею Любушської землі став самостійною музейною установою. Першим директором нового музею став колишній керівник археологічного відділу Музею Любушської землі доктор історичних наук Адам Колодзецький. Після надбання самостійності музей зосередив свою діяльність на археологічних розкопках, серед яких особливе значення мали городища поморської культури в населених пунктах Доманевіце біля Глогова і Марцинове біля Жаганя.

## Опис
Музей знаходиться у будинку, який було споруджено в 1602 р. за проектом італійського архітектора Альберто Антоніо з Урбіно. Будівля була побудована в стилі ренесанс і до 1702 р. належала германській аристократичній сім'ї фон Кіттліц (von Kittlitz).
У музеї представлені музейні експонати, що доводять безперервність слов'янської присутності на землях середньої течії Одри. Більшість археологічних артефактів, представлених в музеї, було зібрано під час власних музейних археологічних експедицій. Невелику частину зборів складають колишні експонати німецьких музеїв. У музеї зберігається колекція нумізматики, що налічує близько 3.000 монет. Окрім кераміки і прикрас різних періодів в музеї знаходяться предмети військового призначення Стародавнього Риму і середньовіччя. Є також невеликі збори предметів доколумбової Америки. Нині в музеї демонструються наступні постійні виставки:
- «Оборона західних земель Польщі за часів царювання Пястів».
- «Господарська діяльність в середньовіччі на Середній Одрі».
- «Мисливці і землероби кам'яної епохи на Середній Одрі».
- «Віцину — місто металургів 2500 років тому».

## Ресурси Інтернету
- Офіційна сторінка музею (пол.)